# Comuna Mîkolaiivka, Borzna
Mîkolaiivka (în ucraineană Миколаївка) este o comună în raionul Borzna, regiunea Cernihiv, Ucraina, formată din satele Ivanivka, Mîkolaiivka (reședința) și Suhovodka.

## Demografie
Componența lingvistică a comunei Mîkolaiivka
     Ucraineană (98,57%)
     Rusă (1,43%)
Conform recensământului din 2001, majoritatea populației comunei Mîkolaiivka era vorbitoare de ucraineană (98,57%), existând în minoritate și vorbitori de rusă (1,43%).